# Janez Ambrožič
Janez (Jozafat) Ambrožič, slovenski frančiškan, rimskokatoliški duhovnik v Egiptu in Sveti deželi, * 24. avgust 1903 Krnica, Gorje, † 2. december 1970, Jeruzalem.

## Življenje in delo
Rodil se je očetu Vincencu in materi Mariji (rojeni Pretnar). Janez Ambrožič, redovniško ime Jozafat, se je po končani osnovni šoli katero je obiskoval v rojstnem kraju, izučil za mizarja. Med služenjem vojaškega roka je sklenil postati duhovnik in delovati v Makedoniji. Pri 23-tih letih je vstopil v nižjo gimnazijo v salezijanskem zavodu Foglizzo Canavese v Torinu. Šolanje je nadaljeval v Veržeju in Mariboru. V Benetkah je 16. septembra 1930 vstopil v frančiškanski red in dokončal licej pri frančiškanih v Padovi. Nato je v Rimu dve leti študiral bogoslovje (1933-1935) ter se kot prostovoljec prijavil za delovanje na Bližnjem vzhodu. Odšel je v Jeruzalem, kjer je v letih 1935−1937 nadaljeval študij bogoslovja. V duhovnika je bil posvečen 18. julija 1937. Nato je nekaj časa služboval kot kanonik v cerkvi Svetega groba (1937-1938), nato pa je odšel v Egipt za dušnega pastirja aleksandrink. Sprva je živel v Aleksandriji (1938-1942), nato pa v Kairu. Bil je tudi vojaški kurat jugoslovanske vojske, ki je bila v okviru zavezniške armade v Egiptu. V letih 1962−1965 je bil župnik v kairski četrti Muski in gvardijan tamkajšnjega samostana, kateremu je priključen znani Biblijski zavod. Potem ko je težko zbolel, so mu predstojniki omogočili lažje delo v Sveti deželi: tu je bil župnik v Tiberiji ob Genezareškem jezeru (1965-1970) in nekaj mesecev župnik  v Betfagi na Oljski gori.
Raziskoval je arhive koptskih samostanov in vzdrževal stike s predstavniki bližnjevzhodnih verskih izpovedi. Ambrožič je menda edini Slovenec, ki je dosegel čast kornega škofa, to je najvišje odlikovanje, ki ga vzhodne Cerkve dajejo dostojanstvenikom, ki niso škofi. Sirsko-katoliški patriarh, kardinal Tappouni ga je 10. septembra 1947 imenoval za kornega škofa, škof Bakhacke pa mu je podelil obredni opatski blagoslov. Prejel pa je tudi viteško medaljo jugoslovanske krone (1939) in za dobrodelne zasluge izredno medaljo kralja Petra II. Karađorđevića.
Objavil je zgodovinske odlomke gorjanske župnije v knjigi Gorje, El Kahira 819589. Zbral pa je tudi podatke o vseh Slovencih, ki so delovali v Palestini in o vseh Slovencih, ki so kdaj romali na Sinajsko goro z namenom, da jih objavi v knjigi Slovenci v Sveti deželi.